# Norwegia na Zimowych Igrzyskach Olimpijskich 1976
Norwegię na Zimowych Igrzyskach Olimpijskich 1976 reprezentowało 42 zawodników: 35 mężczyzn i siedem kobiet. Był to dwunasty start reprezentacji Norwegii na zimowych igrzyskach olimpijskich.

## Zdobyte medale
| Medal  | Zawodnik                                              | Dyscyplina          | Konkurencja                 | Rezultat     |
| ------ | ----------------------------------------------------- | ------------------- | --------------------------- | ------------ |
| Złoto  | Ivar Formo                                            | Biegi narciarskie   | Bieg na 50 km mężczyzn      | 2:37:30,05 h |
| Złoto  | Jan Egil Storholt                                     | Łyżwiarstwo szybkie | Bieg na 1500 m mężczyzn     | 1:59,38 min  |
| Złoto  | Sten Stensen                                          | Łyżwiarstwo szybkie | Bieg na 5000 m mężczyzn     | 7:24,48 min  |
| Srebro | Pål Tyldum, Einar Sagstuen, Ivar Formo, Odd Martinsen | Biegi narciarskie   | Sztafeta 4 x 10 km mężczyzn | 2:09:58,36 h |
| Srebro | Jørn Didriksen                                        | Łyżwiarstwo szybkie | Bieg na 1000 m mężczyzn     | 1:20,45 min  |
| Srebro | Sten Stensen                                          | Łyżwiarstwo szybkie | Bieg na 10 000 m mężczyzn   | 14:53,30 min |
| Brąz   | Lisbeth Korsmo                                        | Łyżwiarstwo szybkie | Bieg na 3000 m kobiet       | 4:45,24 min  |

## Skład kadry

### Biathlon
Mężczyźni
| Zawodnik                                               | Konkurencja         | czas biegu | Kary | Łączny czas | Pozycja |
| ------------------------------------------------------ | ------------------- | ---------- | ---- | ----------- | ------- |
| Tor Svendsberget                                       | Bieg na 20 km       | 1:15:10,13 | 3:00 | 1:18:10,13  | 9.      |
| Kjell Hovda                                            | Bieg na 20 km       | 1:16:24,45 | 5:00 | 1:21:24,45  | 18.     |
| Svein Engen                                            | Bieg na 20 km       | 1:14:27,24 | 7:00 | 1:21:27,24  | 20.     |
| Kjell Hovda Terje Hanssen Svein Engen Tor Svendsberget | Sztafeta 4 × 7,5 km | 2:05:10,28 | 6    | 2:05:10,28  | 5.      |

### Biegi narciarskie
Mężczyźni
| Zawodnik                                           | Konkurencja        | czas               | Pozycja            |
| -------------------------------------------------- | ------------------ | ------------------ | ------------------ |
| Ivar Formo                                         | Bieg na 15 km      | 45:29,11           | 5.                 |
| Odd Martinsen                                      | Bieg na 15 km      | 45:41,33           | 8.                 |
| Pål Tyldum                                         | Bieg na 15 km      | 46:50,57           | 20.                |
| Magne Myrmo                                        | Bieg na 15 km      | 49:26,89           | 55.                |
| Odd Martinsen                                      | Bieg na 30 km      | 1:32:38,91         | 9.                 |
| Ivar Formo                                         | Bieg na 30 km      | 1:33:01,68         | 11.                |
| Oddvar Brå                                         | Bieg na 30 km      | 1:34:59,57         | 19.                |
| Magne Myrmo                                        | Bieg na 30 km      | 1:35:33,34         | 23.                |
| Ivar Formo                                         | Bieg na 50 km      | 2:37:30,05         | złoto              |
| Per Knut Aaland                                    | Bieg na 50 km      | 2:41:18,06         | 6.                 |
| Pål Tyldum                                         | Bieg na 50 km      | 2:42:21,86         | 7.                 |
| Oddvar Brå                                         | Bieg na 50 km      | Nie ukończył biegu | Nie ukończył biegu |
| Pål Tyldum Einar Sagstuen Ivar Formo Odd Martinsen | Sztafeta 4 × 10 km | 2:09:58,36         | srebro             |

Kobiety
| Zawodnik                                                | Konkurencja       | czas       | Pozycja |
| ------------------------------------------------------- | ----------------- | ---------- | ------- |
| Grete Kummen                                            | Bieg na 5 km      | 16:35,43   | 8.      |
| Berit Aunli-Kvello                                      | Bieg na 5 km      | 16:57,12   | 17.     |
| Marit Myrmæl                                            | Bieg na 5 km      | 17:02,21   | 18.     |
| Berit Johannessen                                       | Bieg na 5 km      | 17:04,25   | 20.     |
| Berit Aunli-Kvello                                      | Bieg na 10 km     | 32:17,60   | 18.     |
| Marit Myrmæl                                            | Bieg na 10 km     | 32:47,21   | 24.     |
| Berit Johannessen                                       | Bieg na 10 km     | 32:46,76   | 23.     |
| Grete Kummen                                            | Bieg na 10 km     | 32:02,59   | 15.     |
| Berit Kvello Marit Myrmæl Berit Johannesen Grete Kummen | Sztafeta 4 × 5 km | 1:11:09,08 | 5.      |

### Kombinacja norweska
Mężczyźni
| Zawodnik              | Konkurencja   | Bieg narciarski | Bieg narciarski | Bieg narciarski | Skoki narciarskie | Skoki narciarskie | Skoki narciarskie | Skoki narciarskie | Skoki narciarskie | Skoki narciarskie | Skoki narciarskie | Skoki narciarskie | Łącznie | Pozycja |
| Zawodnik              | Konkurencja   | Czas biegu      | Pozycja         | Punkty          | Skok 1            | Nota              | Skok 2            | Nota              | Skok 3            | Nota              | Punkty            | Pozycja           | Łącznie | Pozycja |
| --------------------- | ------------- | --------------- | --------------- | --------------- | ----------------- | ----------------- | ----------------- | ----------------- | ----------------- | ----------------- | ----------------- | ----------------- | ------- | ------- |
| Tom Sandberg          | Indywidualnie | 49:09,34        | 4.              | 209,83          | 70,0              | 96,3              | 72,0              | 94,7              | 74,5              | 99,4              | 195,7             | 17.               | 405,53  | 8.      |
| Pål Schjetne          | Indywidualnie | 50:26,97        | 12.             | 198,19          | 71,5              | 97,2              | 76,0              | 102,1             | 76,0              | 102,3             | 204,4             | 7.                | 402,59  | 9.      |
| Stein Erik Gullikstad | Indywidualnie | 49:04,07        | 2.              | 210,62          | 62,0              | 79,5              | 60,0              | 72,5              | 66,5              | 82,6              | 162,1             | 31.               | 372,72  | 22.     |
| Arne Bystøl           | Indywidualnie | 51:02,81        | 17.             | 192,81          | 63,0              | 80,1              | 66,5              | 81,9              | 69,0              | 84,6              | 166,5             | 30.               | 359,31  | 27.     |

### Łyżwiarstwo szybkie
Mężczyźni
| Zawodnik          | Konkurencja   | Konkurencja   | Konkurencja    | Konkurencja    | Konkurencja    | Konkurencja    | Konkurencja    | Konkurencja    | Konkurencja      | Konkurencja      |
| Zawodnik          | Bieg na 500 m | Bieg na 500 m | Bieg na 1000 m | Bieg na 1000 m | Bieg na 1500 m | Bieg na 1500 m | Bieg na 5000 m | Bieg na 5000 m | Bieg na 10 000 m | Bieg na 10 000 m |
| Zawodnik          | Czas          | Miejsce       | Czas           | Miejsce        | Czas           | Miejsce        | Czas           | Miejsce        | Czas             | Miejsce          |
| ----------------- | ------------- | ------------- | -------------- | -------------- | -------------- | -------------- | -------------- | -------------- | ---------------- | ---------------- |
| Arnulf Sunde      | 39,78         | 6.            |                |                |                |                |                |                |                  |                  |
| Kay Stenshjemmet  | 40,94         | 21.           | 1:24,71        | 22.            | 2:03,75        | 11.            |                |                |                  |                  |
| Jan Egil Storholt | 1:18,00       | 28.           |                |                | 1:59,38        | złoto          | 7:40,60        | 9.             | 16:06,37         | 14.              |
| Jørn Didriksen    |               |               | 1:20,45        | srebro         |                |                |                |                |                  |                  |
| Sten Stensen      |               |               |                |                |                |                | 7:24,48        | złoto          | 14:53,30         | srebro           |
| Terje Andersen    |               |               | 1:22,92        | 16.            | 2:04,65        | 15.            |                |                |                  |                  |
| Amund Sjøbrend    |               |               |                |                |                |                | 7:48,28        | 13.            | 15:43,92         | 10.              |

Kobiety
| Zawodnik               | Konkurencja   | Konkurencja   | Konkurencja    | Konkurencja    | Konkurencja    | Konkurencja    | Konkurencja    | Konkurencja    |
| Zawodnik               | Bieg na 500 m | Bieg na 500 m | Bieg na 1000 m | Bieg na 1000 m | Bieg na 1500 m | Bieg na 1500 m | Bieg na 3000 m | Bieg na 3000 m |
| Zawodnik               | Czas          | Miejsce       | Czas           | Miejsce        | Czas           | Miejsce        | Czas           | Miejsce        |
| ---------------------- | ------------- | ------------- | -------------- | -------------- | -------------- | -------------- | -------------- | -------------- |
| Sigrid Sundby-Dybedahl | 45,00         | 16.           | 1:33,05        | 18.            | 2:21,85        | 11.            | 5:07,76        | 10.            |
| Lisbeth Korsmo-Berg    |               |               |                |                | 2:18,99        | 4.             | 4:45,24        | brąz           |

### Narciarstwo alpejskie
Mężczyźni
| Zawodnik   | Konkurencja | Konkurencja | Konkurencja                 | Konkurencja                 | Konkurencja                 | Konkurencja                 | Konkurencja                 | Konkurencja                 | Konkurencja                 | Konkurencja                 |
| Zawodnik   | Zjazd       | Zjazd       | Slalom gigant               | Slalom gigant               | Slalom gigant               | Slalom gigant               | Slalom specjalny            | Slalom specjalny            | Slalom specjalny            | Slalom specjalny            |
| Zawodnik   | Czas        | Pozycja     | Czas 1. przejazdu           | Czas 2. przejazdu           | Czas łączny                 | Pozycje                     | Czas 1. przejazdu           | Czas 2. przejazdu           | Czas łączny                 | Pozycja                     |
| ---------- | ----------- | ----------- | --------------------------- | --------------------------- | --------------------------- | --------------------------- | --------------------------- | --------------------------- | --------------------------- | --------------------------- |
| Erik Håker | 1:49,19     | 25.         | Nie ukończył 1-go przejazdu | Nie ukończył 1-go przejazdu | Nie ukończył 1-go przejazdu | Nie ukończył 1-go przejazdu | 1:06,77                     | 1:11,09                     | 2:17,86                     | 26.                         |
| Odd Sørli  |             |             | Nie ukończył 1-go przejazdu | Nie ukończył 1-go przejazdu | Nie ukończył 1-go przejazdu | Nie ukończył 1-go przejazdu | Nie ukończył 1-go przejazdu | Nie ukończył 1-go przejazdu | Nie ukończył 1-go przejazdu | Nie ukończył 1-go przejazdu |

Kobiety
| Zawodniczka      | Konkurencja | Konkurencja | Konkurencja   | Konkurencja   | Konkurencja       | Konkurencja                  | Konkurencja                  | Konkurencja                  |
| Zawodniczka      | Zjazd       | Zjazd       | Slalom gigant | Slalom gigant | Slalom specjalny  | Slalom specjalny             | Slalom specjalny             | Slalom specjalny             |
| Zawodniczka      | Czas        | Pozycja     | Czas          | Pozycja       | Czas 1. przejazdu | Czas 2. przejazdu            | Czas łączny                  | Pozycja                      |
| ---------------- | ----------- | ----------- | ------------- | ------------- | ----------------- | ---------------------------- | ---------------------------- | ---------------------------- |
| Torill Fjeldstad | 1:52,99     | 27.         | 1:36,00       | 31.           | 50,11             | Nie ukończyła 2-go przejazdu | Nie ukończyła 2-go przejazdu | Nie ukończyła 2-go przejazdu |

### Saneczkarstwo
Mężczyźni
| Zawodnik                  | Konkurencja | Ślizg 1  | Ślizg 2 | Ślizg 3 | Ślizg 4 | Łącznie  | Pozycja |
| ------------------------- | ----------- | -------- | ------- | ------- | ------- | -------- | ------- |
| Morten Nordeide Johansen  | Jedynki     | 54,460   | 53,899  | 54,155  | 54,365  | 3:36,879 | 20.     |
| Christian Strøm           | Jedynki     | 55,125   | 54,603  | 54,347  | 54,717  | 3:38,792 | 22.     |
| Bjørn Dyrdahl             | Jedynki     | 1:04,969 | 54,185  | 53,911  | 53,979  | 3:47:044 | 36.     |
| Asle Strand Helge Svensen | Dwójki      | 44,097   | 44,357  |         |         | 1:28,454 | 13.     |
| Martin Ore Eilif Nedberg  | Dwójki      | 44,744   | 44,534  |         |         | 1:29,278 | 15.     |

### Skoki narciarskie
Mężczyźni
| Konkurencja            | Skoczek        | Skok 1    | Skok 1 | Skok 2    | Skok 2 | Nota  | Pozycja |
| Konkurencja            | Skoczek        | odległość | Nota   | odległość | Nota   | Nota  | Pozycja |
| ---------------------- | -------------- | --------- | ------ | --------- | ------ | ----- | ------- |
| Skocznia normalna K-84 | Johan Sætre    | 78,0      | 112,6  | 76,0      | 109,9  | 222,5 | 18.     |
| Skocznia normalna K-84 | Odd Hammernes  | 74,5      | 103,5  | 75,0      | 104,8  | 208,3 | 33.     |
| Skocznia normalna K-84 | Finn Halvorsen | 75,0      | 103,8  | 74,5      | 102,5  | 206,3 | 37.     |
| Skocznia normalna K-84 | Per Bergerud   | 72,5      | 100,3  | 74,0      | 103,7  | 204,0 | 43.     |
| Skocznia duża K-104    | Johan Sætre    | 88,0      | 99,2   | 85,0      | 96,0   | 195,2 | 13.     |
| Skocznia duża K-104    | Per Bergerud   | 84,0      | 89,6   | 84,0      | 90,1   | 179,7 | 26.     |
| Skocznia duża K-104    | Finn Halvorsen | 85,0      | 90,0   | 83,0      | 83,2   | 173,2 | 35.     |
| Skocznia duża K-104    | Odd Hammernes  | 78,5      | 78,4   | 71,0      | 63,,9  | 142,3 | 50.     |